# Episode II (Eiffel 65)
Episode II è il secondo EP del gruppo musicale italiano Eiffel 65, pubblicato nel novembre 2000 dalla Skooby Records.

## Descrizione
Il disco contiene varie versioni remixate dei due brani One Goal e Back in Time. Visto il successo di vendite ottenuto con il formato vinile, l'EP è stato poi pubblicato su CD a febbraio del 2001.

## Tracce
1. Back in Time (Eiffel Superclassic Mix) – 5:41
2. Back in Time (Vortronik Mix) – 6:06
3. Back in Time (DJ Gabry Ponte Club Mix) – 6:19
4. Back in Time (DJ Gregory Kolla Mix) – 5:26
5. Back in Time (Eiffel Superclassic Radio Mix) – 3:44
6. One Goal (Extended) – 6:38
7. One Goal (Radio Edit) – 3:35
8. One Goal (Max Aqualuce Cut) – 5:15
9. One Goal (Alex-X Cut) – 5:30